# San Vito dei Normanni
San Vito dei Normanni ist eine Stadt mit 17.931 Einwohnern (Stand 31. Dezember 2023) in der italienischen Provinz Brindisi in Apulien.

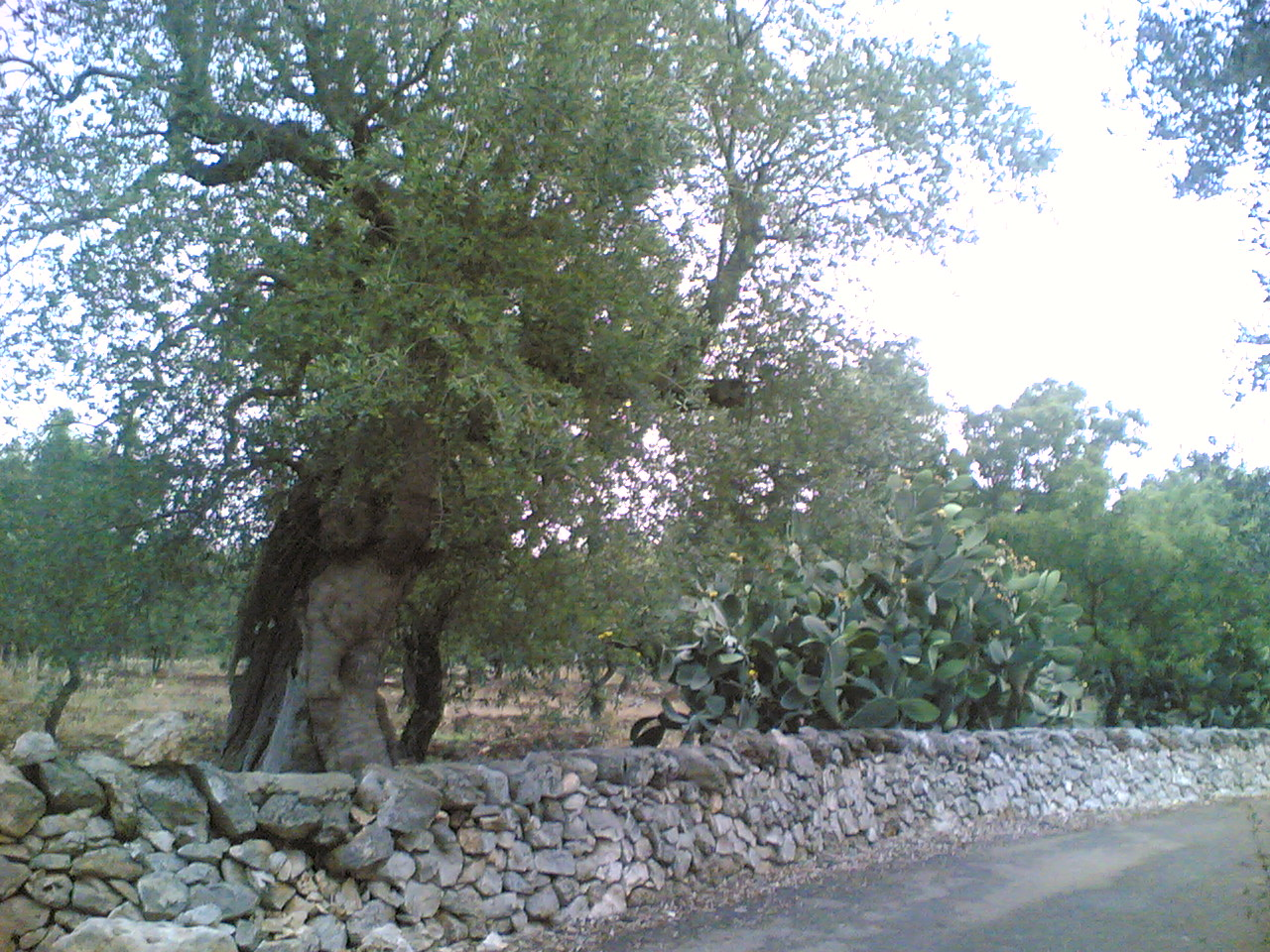
Campagna sanvitese, contada "Ammazzaciucci"

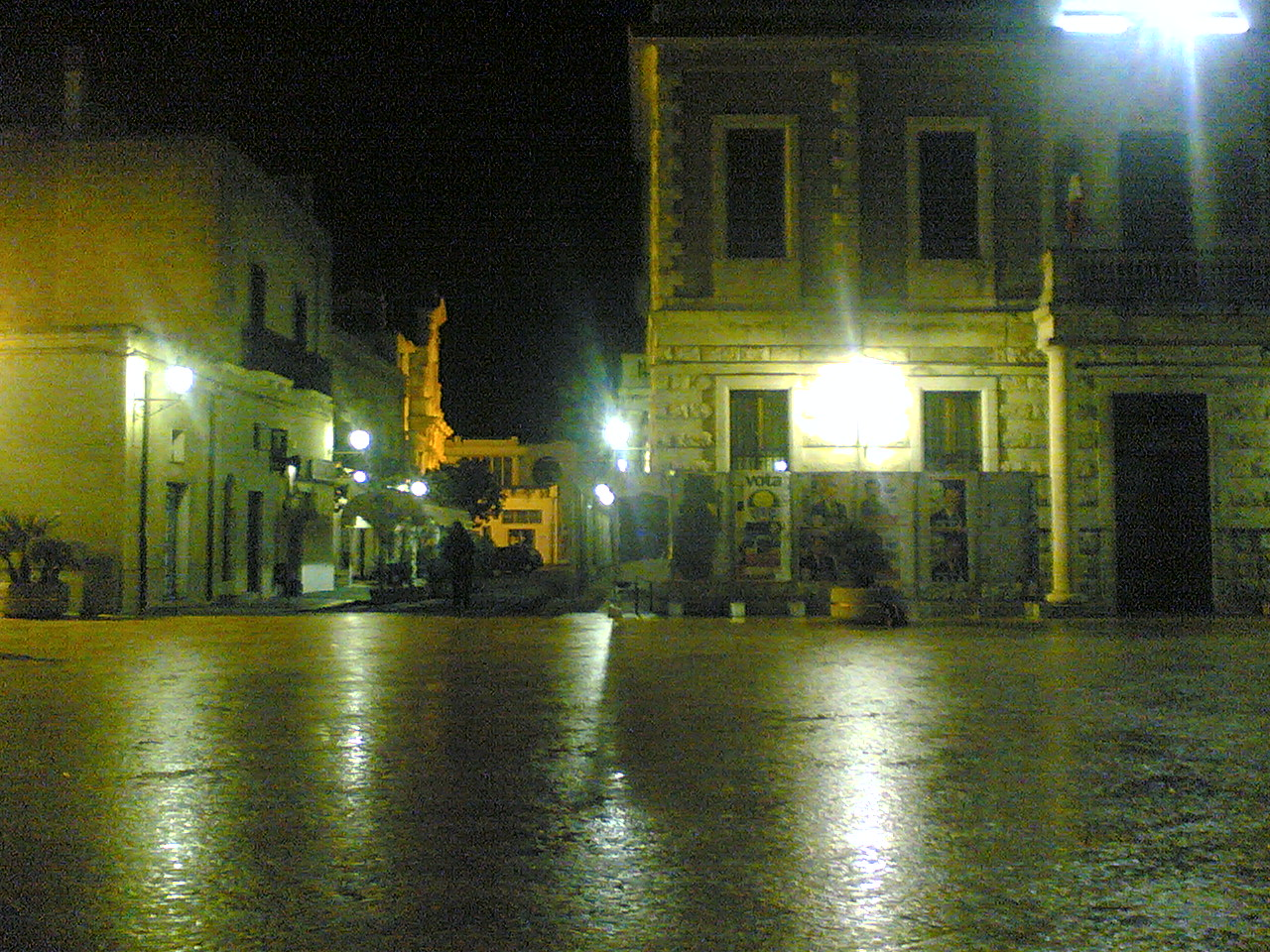
Das Rathaus bei Nacht

## Lage und Daten
San Vito dei Normanni befindet sich etwa 9 km von der adriatischen Küste, 20 km von Brindisi, etwa 55 km von Lecce und etwa 100 km von Bari entfernt. San Vito breitet sich auf einer Fläche von 6636 ha aus und liegt durchschnittlich 108 Meter über dem Meeresspiegel. Der höchste Punkt der Gemeinde ist der 119 m hohe Berg Castello d’Alceste.
Nachbargemeinden sind Brindisi, Carovigno, Francavilla Fontana, Latiano, Mesagne, Ostuni und San Michele Salentino. Die Frazioni (Ortsteile) von San Vito sind Conforto, Favorita, San Giacomo und San Vito Scalo.

## Geschichte
Im Gebiet von San Vito, in nächster Umgebung der Stadt, wurden archäologische Spuren von prähistorischen Siedlungen aus den Jahren 1800–1700 v. Chr. (Begräbnisstätten mit Resten von 30 Gräbern und Keramiken aus der frühen Bronzezeit) und dem Altertum (7. und 8. Jahrhundert) gefunden.
Laut einigen Historikern wurde die Stadt Ende des 10. Jahrhunderts von Schokatzen gegründet, andere Geschichtsforscher hingegen behaupten, die Gründung sei auf die Normannen (11. oder 12. Jahrhundert) zurückzuführen, insbesondere auf Bohemund von Altavilla (1050–1111), der Erzählungen nach den quadratischen Turm errichten ließ, um den herum dann später das Feudalschloß gebaut wurde. Das kleine Dorf vergrößerte sich gegen Ende des Mittelalters, als die Bewohner der angrenzenden Höfe dank des verteidigenden Schutzes des Turms nach San Vito übersiedelten, um sich den Raubzügen der Türken zu entziehen, doch erst im 15. Jh. wurde der antike Hof zur Kommune organisiert, wurde ein Lehen und erhielt den königlichen Schutz.
Im Laufe der Jahrhunderte trug die Siedlung den Namen San Vito degli Schiavoni (nach der Bezeichnung slawischer Bürger der Republik Venedig) oder einfach nur San Vito in Terra d’Otranto. Mit dem königlichen Dekret vom 13. Dezember 1863 nahm die Gemeinde ihren heutigen Namen San Vito an. Der Präsident der Republik hat der Gemeinde San Vito dei Normanni mit dem speziellen Dekret vom 14. April 1994 die Bezeichnung Stadt zugestanden.
Von 1964 bis 2000 betrieben die US-Streitkräfte auf dem ehemaligen Militärflugplatz San Vito dei Normanni eine Wullenweber-Kreisantennenanlage, die wegen ihrer Größe auch als „Kolosseum“ bezeichnet wurde.

### Einwohnerentwicklung
Während es 1861 nur 4.853 Sanvitesi gab, waren es zur Jahrhundertwende bereits 9.349 Einwohner. Vor dem Zweiten Weltkrieg lebten in San Vito rund 15.000 Menschen, 1961 waren es rund 19.000 Menschen, bis zur größten Einwohnerzahl von 20.483 Einwohnern im Jahre 1991. Heute hat San Vito 19.801 Einwohner.

## Kultur und Sehenswürdigkeiten

### Bauwerke

#### Santa Maria della Vittoria
Die Basilika Santa Maria della Vittoria ist die barocke Pfarrkirche San Vitos. Während die Barockelemente der Fassade im 18. Jahrhundert hinzukamen, ist die dreischiffige Kirche aus dem Jahre 1571. Von 1980 bis 1992 fanden große Renovierungsarbeiten statt. Am 30. Dezember hat Papst Johannes Paul II. die Kirche zur Basilica minor erklärt. Neben dem großen barocken Hauptportal aus Bronze, gibt es noch zwei Bronzetüren des Bildhauers Ernesto Lamagna. Der Kirchenaltar ist von 1777. Im Kircheninneren befinden sich viele Statuen und Gemälde, darunter das Letzte Abendmahl von 1777, die Geburt der Jungfrau von 1667 und Santa Maria della Vittoria von 1610.

#### Schloss
Das Schloss Dentice di Frasso wurde von Boemondo d’Altavilla im 12. Jahrhundert erbaut. Nach den Umgestaltungen in den darauffolgenden Epochen sind nur noch die quadratischen Türme und Teile der Schlossmauer übriggeblieben.

### Musik
Jährlich findet das Barocco Festival statt, ein Barockmusikfestival zu Ehren des aus San Vito stammenden Komponisten Leonardo Leo.

### Museum
Das Museo Civiltà Rurale in einem Klostergebäude aus dem 17. Jahrhundert zeigt seit 2001 Zeugnisse der örtlichen Alltagskultur und des Wirtschaftslebens vom 8. bis zur Mitte des 20. Jahrhunderts.

## Partnerstädte
- Salzwedel, (Deutschland), seit 1992
- Louviers, (Frankreich), seit 2006.

## Persönlichkeiten
- Leonardo Leo (1694–1744), Barockkomponist
- Vito Buonsanto (1762–1850), Schriftsteller, Philosoph und Akademiker
- Vito Donato Epifani (1848–1922), Schriftsteller und Jurist.
- Lanza del Vasto (1901–1981), Dichter und Schriftsteller
- Francesco Gioia (* 1938), katholischer Erzbischof
- Fabio Ciollaro (* 1961), katholischer Bischof von Cerignola-Ascoli Satriano